# 轅門
轅門，即軍營大門。在將領辦公地點的前方，常用馬車之轅木对立而成進出口，以便於士兵駐守，遂稱「轅門」。本乎軍事用途。設立行轅和轅門的地址多於戰略要地或野外。
有些地方上與軍事有關的高級官衙，尤其是明清時的總督衙門，其門外之兩旁多用木柵圍護，以武士戍衛。故亦俗稱轅門或者幕府。